# Глен Моранж
«Глен Моранж» (колишня назва «Царське Село») — український рок-гурт, що виконує музику в стилі альтернативний рок, поп-рок, постпанк. Заснований у 1998 році в Києві.

## Історія
Роком свого заснування ватага вважає 1998-й, коли з'явилась назва «Царське Село». Хоча власне сам гурт був сформованій наприкінці 97-го. Усі тодішні учасники разом навчалися у виші, що називався «Київським Технологічним Інститутом Легкої Промисловості». Довгі роки репетицій по підвалах і гаражах, постійна ротація учасників, аж ніяк не відбили бажання робити музику у кістяка команди. Достатньо сказати, що перший виступ відбувся лише у 2002 році.
У грудні 2013-го було вирішено зробити ребрендінг назви і виключно її! Відтоді хлопці називають себе «Глен Моранж».
Музика «Глен Моранж» двадцятирічного віку включає в себе елементи одночасно фолку, фанку, ска — такий собі крос-роад спільного бачення музики від Сахнюка Руслана та постійного гітариста і аранжувальника команди Шарлая Сергія.
Наразі гурт веде постійну концертну діяльність. Майданчиками для виступів є клуби в усіх куточках України, а також чисельні фести.
«Глен Моранж» можна часто зустріти граючими на позиціях ЗСУ в зоні проведення ООС.

## Звитяги
- Фестиваль «Тарас Бульба 2003» — фіналісти.
- Фестиваль «Музичний острів 2004» — фіналісти.
- Фестиваль «Перлини сезону 2005» — 2-га премія в номінації рок-музика.
- Фестиваль «Перлини сезону 2008» — переможці в номінації «питомо український рок».